# Großer Ortsbach
Der Große Ortsbach, eigentlich Großer Ortbach, ist ein etwa 5 km langer, rechter Zufluss des Schwarzwassers in Breitenbrunn im Erzgebirge.

## Verlauf
Der Große Ortsbach entspringt auf etwa 907 m ü. NN an der Himmelswiese, exakt dort, wo die deutsch-tschechische Grenze einen nahezu rechtwinkligen Knick macht. Allerdings führt das obere Teilstück nur wenig Wasser, so dass in einigen Karten der Ursprung etwa 1 km bergabwärts am Ostabhang des Sauberges im Gebiet der Unruhe angegeben wird. Dieses Waldgebiet galt bei den Köhlern als Sammelplatz der Geister. Dort entspringt er aus einer Feuchtwiese am Fuß einer Wismut-Halde. Am Waldrand durchfließt er das Flächennaturdenkmal Adner Raum. Oberhalb der Klughäuser nimmt er das von rechts zufließende Gold Seifen Bächl auf. Am Danelhäusel fließt von links der etwa 2,3 km lange Kleine Ortsbach zu, der den Westabhang des Sauberges sowie Teile des Rabenberges entwässert. Am Mühlanger wird noch von rechts der nur wenig Wasser führende und überwiegend verrohrte Dorfbach aufgenommen, der nahe der Christophoruskirche entspringt. Kurz vor der Einmündung in das Schwarzwasser quert er den Hammergraben, der für das Hammerwerk Breitenhof angelegt wurde.

## Besonderheiten
Der Name des Baches lautete bis in die zurückliegenden Jahre Ortbach ohne -s. In dieser Form wird er bereits 1560 in der Holzordnung des Kurfürsten August von Sachsen erwähnt.
Am Oberlauf des Ortsbachs ging umfangreicher Bergbau um. Bereits 1723 wurden 12 Bergwerke mit der Ortsbezeichnung „am Ortbach“ aufgelistet. Im 18. und 19. Jahrhundert standen hier die Valerian Fundgrube und der Segen Gottes Stolln. Die Grube Dorothea mit einem 1888 abgerissenen Huthaus lieferte über viele Jahrzehnte Ausbeute auf Silber. Die Wismut AG/SDAG Wismut wältigte die alten Baue wieder auf und betrieb hier die Schachtverwaltung 336 mit mehreren Stolln und Schürfen. Deren Halden bedecken noch heute große Teile der Landschaft. Am Gold Seifen Bächl wurde Zinn und Gold geseift.
Am Großen Ortsbach stand die Papiermühle Breitenbrunn, die hochwertige Papiersorten produzierte. Diese erlangten Berühmtheit, weil sie Johann Sebastian Bach als Notenpapier verwendete. Im Niederdorf stand zeitweilig ein Pochwerk, das Erze des an der Hammerleithe umgehenden Bergbaus aufbereitete.
Die ursprüngliche Quelle des Großen Ortsbachs diente bei der Grenzziehung der im Ergebnis des Schmalkaldischen Krieges 1546 an Böhmen abgetretenen Gebiete des Kreisamtes Schwarzenberg als eindeutige Landmarkierung. Nach Gebietsstreitigkeiten im Zusammenhang mit dem Bergbau in diesem Gebiet wurde der ungewöhnliche Grenzverlauf 1556 endgültig als Verbindungslinie von der Quelle des Mückenbachs nach Norden quer durch Halbemeile verlaufend zur Quelle des Großen Ortsbachs gezogen und von diesem nach Westen zur Einmündung des Breitenbachs in das Schwarzwasser bei Wittigsthal.
Der Große Ortsbach bildete auf seiner gesamten Länge die östliche und nordöstliche Grenze des Johanngeorgenstädter Bergamtsreviers.